# Miss Tanya
Tanya de son vrai nom Douti Tani Bikienga née le 19 octobre 1997 à Cinkansé  au Burkina Faso est une artiste chanteuse Burkinabè. Elle évolue dans l’afrobeat et l'afro pop.

## Biographie

### Enfance et Études
Tanya,,fait ses études à Cinsanké près de la frontière togolaise, puis à Accra au Ghana. Elle compose ses premières chansons au lycée. Après ses études en marketing, elle entre en studio en 2013.

### Carrière musicale
Tanya commence sa carrière en 2018. Elle sort un premier single intitulé - DODO- puis entame des tournées au Burkina Faso, au Mali et en Côte d’Ivoire, au Sénégal et en Mauritanie. En 2021, elle fait un featuring avec l'artiste Floby. Elle sort son premier album le 17 octobre 2022.
Le 12 novembre 2022, elle devient la première artiste musicienne à faire le plein du stade municipal de Ouagadougou  dont la capacité est estimée à plus de 25000 places,,. En 2023 elle collabore avec l'artiste franco congolais Hiro.

## Activité parallèle

### Mode
Le 20 décembre 2022, Miss Tanya lance sa ligne de vêtement  appelée Hopaah Duty ,.

## Discographie

### Single
$$2018 : Dodo
2020 : M’Dolé
2020 : Ma Bague d’abord
2021 : Bass m’buuda
2021 : My lover
2021 : Sugar Daddy
2022 : Doudou
2023 : bad days
2024: pananki

### Album
2022: Héroïne 

## Distinctions
2020 : Prix du Public au 12 PCA 2020
2020 : Prix de la meilleure chanson de l’année au (FAMA 2020 avec le titre ‘’Ma Bague d’abord’’) 
2021 : Prix du meilleure artiste féminin ( Kunde 2021)
2022 : Prix de la révélation de la musique africaine urbaine à la Nuit des stars à Bamako
2023 : Kunde du public 2023
2023 : kunde du meilleur artiste feminin
2023 : kunde du meilleur featuring Burkinabé
2024: Kundé du meilleur featuring de l'intégration africaine avec le titre Bad Days feat Hiro (rappeur)